# تاریخ آریزونا

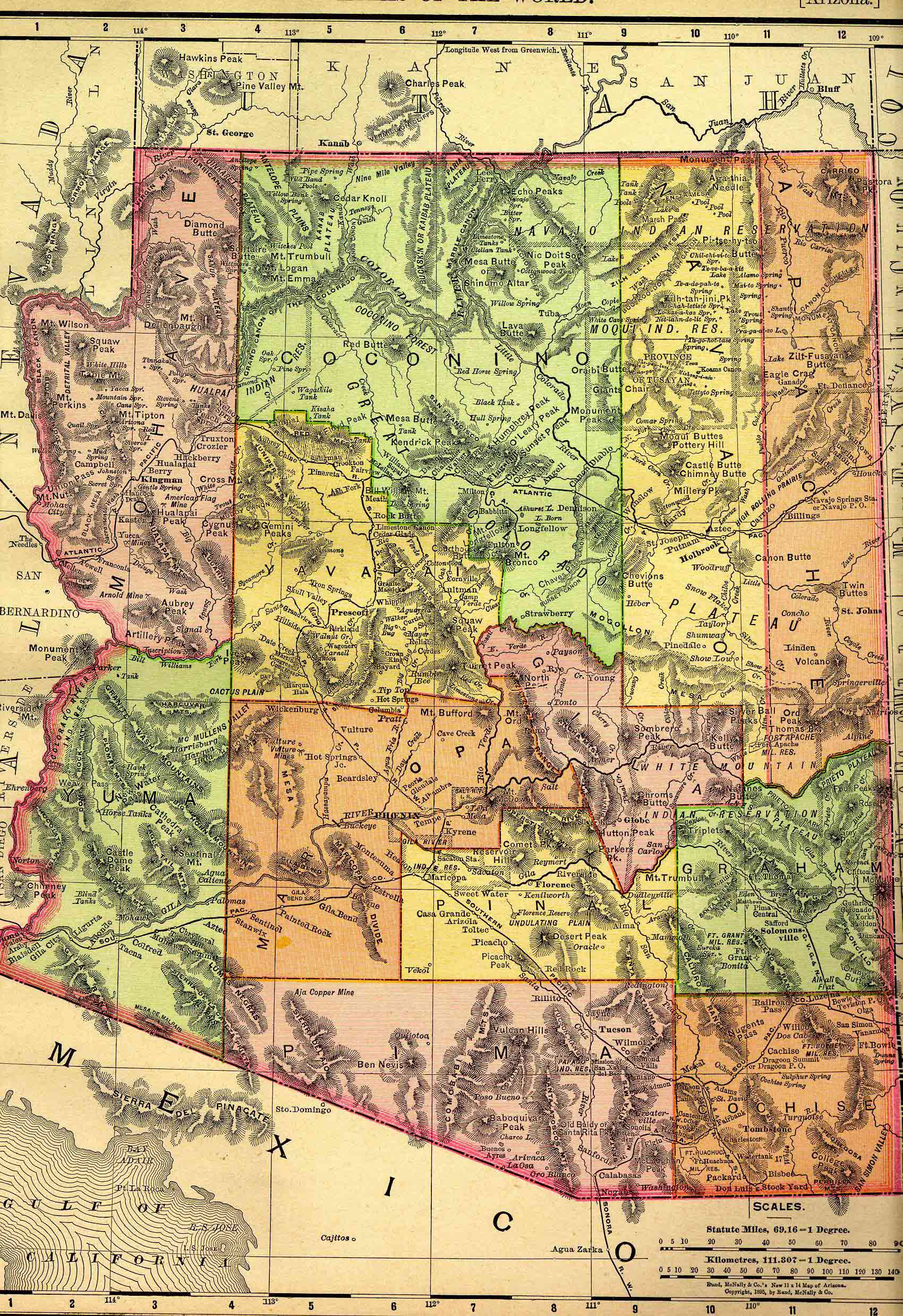
نقشه‌ای از آریوزنا، منتشرشده توسط انتشاراتی رند مک‌نلی در سال ۱۸۹۵.

تاریخ آریزونا به سکونت انسان در این ناحیه از زمان ورود مردمان سرخ‌پوست برمی‌گردد که بین ۱۶ هزار سال پیش از میلاد تا ۱۰ هزار سال پیش از میلاد روی داد.
پیش از ورود اروپایی‌ها، چندین قبیله از سرخ‌پوستان بومی در این منطقه زندگی می‌کردند که معروف‌ترین آن‌ها آپاچی، هوپی، پوئبلو، زونی، موهاوی، و ناواهو هستند.
ناواهوها در خانه‌هایی گنبدی‌شکل به نام هوگان زندگی می‌کردند و به خاطر بافت پتوهای ویژه معروفیت دارند. پوئبلوها در بناهایی خشتی زندگی می‌کردند که گاه در کنار تپه‌ها یا غارها ساخته می‌شد. یکی از روستاهای قوم هوپی به نام «اورایبی» احتمالاً در اوایل سال ۱۱۵۰ میلادی بنیاد شده‌است و به احتمال زیاد قدیمی‌ترین آبادی در ایالات متحده است که همواره مسکونی بوده‌است.

## پس از ورود اروپاییان
تاریخ پسا-کُلُمبی آریزونا را می‌توان به دوره‌های اسپانیایی، مکزیکی و آمریکایی تقسیم کرد.
نخستین اروپایی که به آریزونا رسید، یک کشیش اسپانیایی به نام مارکوس دنیزا بود که در سال ۱۵۳۹ به این محل وارد شد. پس از او، پای کاشفانی که به دنبال طلا بودند و کشیشانی برای تبلیغ مذهبی به آریزونا باز شد. سرانجام اسپانیایی‌ها شروع به ساخت شهرک‌های دائمی در منطقه، از جمله توباک در ۱۷۵۲ و توسان در ۱۷۷۵ کردند.
منطقه آریزونا از سال ۱۸۲۲ بخشی از ایالت سونورا مکزیک بود اما در آن زمان تعداد جمعیت ساکن در آریزونا بسیار کم بود.
پس از جنگ آمریکا و مکزیک و تصرف منطقه توسط ایالات متحده، محدوده آریزونا در سال ۱۸۴۸ به عنوان بخشی از ناحیه نیومکزیکو جزو ایالات متحده شد.
از طریق خرید گدسدن، ایالات متحده در سال ۱۸۵۴ قسمت شمالی ایالت سونورا را تا رودخانه هیلا به دست آورد و این همان ایالت آریزونای امروزی است.
در سال ۱۸۶۳ آریزونا از ناحیه نیومکزیکو جدا شد و ناحیه آریزونا را تشکیل داد. آریزونا ناحیه‌ای دورافتاده بود اما رسیدن راه‌آهن به این منطقه در سال ۱۸۸۰ این وضعیت را بهبود بخشید.
آریزونا در سال ۱۹۱۲ رسماً تبدیل به ایالت شد. در آن زمان این ایالت بیشتر روستانشین بود و اقتصاد آن بر محور دامداری، کشت پنبه و درختان مرکبات و معدنکاری مس می‌گردید. رشد سریع اقتصادی در آریزونا پس از سال ۱۹۴۵ پدید آمد یعنی از زمانی که شمار زیادی از بازنشستگان شمال شرق مرطوب ایالات متحده جذب هوای گرم خشک و ارزانی آریزونا شده و با سرمایه‌های خود به این منطقه نقل مکان کردند.
در دهه ۱۸۴۰ که آریزونا جزئی از شمال مکزیک بود جمعیت کم بومی ساکن آن فقیر و محروم بودند. اهالی مکزیکی این منطقه عمدتاً شامل چندصد نفر در توسان و حدود ۱۰۰ سرباز در پادگان پرسیدیو بود. این پادگان با وجودی که از کمک گروه‌های مسلح پیما و پاپاگو هم برخوردار بود اما به سختی می‌توانست در برابر تاخت و تاز قوم آپاچی ایستادگی کند.
در جریان جنگ مکزیک و آمریکا فرمانده این پادگان از رویارویی با نیروهای کوک و هنگ مورمون خودداری کرد و از شهرک پرسیدیو خارج شد. نیروهای آمریکایی که در اصل راهی کالیفرنیا بودند از میان شهرک گذشتند.
بر اساس معاهده گوادالوپه ایدالگو (۱۸۴۸) مکزیک قسمتی از خاک خود را که در امتداد رود هیلا و در بالای مرز سونورا قرار داشت به آمریکا واگذار کرد که این منطقه ۷۰٪ شمالی آریزونای امروزی را تشکیل می‌دهد. در زمان تب طلا در کالیفرنیا ۵۰ هزار نفر از مسیر مهاجرتی جنوبی در آریزونا گذشته و به کالیفرنیا رسیدند. روستاهای قبیله پیما در آن زمان برای این مسافران خوراک و جا تهیه می‌کردند.
مس در آریزونا سال ۱۸۵۴ کشف شد و استخراج مس تا دهه ۱۹۵۰ صنعت برتر آریزونا بود. پس از جنگ جهانی دوم، در دسترس قرار گرفتن گسترده یخچال‌های برقی و تهویه مطبوع باعث شد جمعیت آریزونا افزایش زیادی پیدا کند و فینیکس به یکی از شهرها با سریع‌ترین رشد در آمریکا تبدیل شود.
ارزش ملک و املاک به خاطر رکود بزرگ مالی سال ۲۰۰۸ در آریزونا افت چشمگیری به خود دید امابازار مسکن از آن زمان بهبود یافته‌است.